# Pénurie de bois d'œuvre de 2021

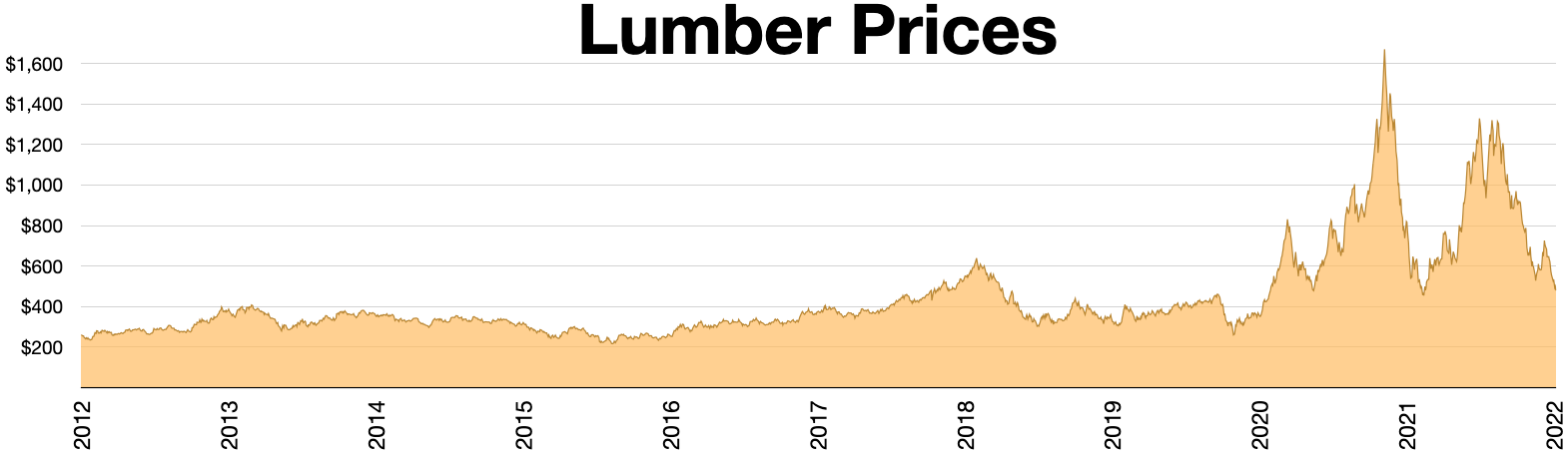
Prix du bois 2012-2022

Une pénurie de bois d'œuvre s'est déclarée mondialement en 2021, connexe aux différentes pénuries liées à la pandémie de Covid-19, provoquant une flambée des prix. Il existe aussi dans la construction des pénuries pour l'acier, le ciment, l'isolation, le béton, la peinture, le plâtre et les plaques de plâtre, etc.

## Gonflement des prix aux États-Unis
En mai 2021, aux États-Unis, le prix du bois d'œuvre a atteint un sommet historique à 1 686 $ par millier de pieds-planche, soit une augmentation de 406 % par rapport aux 333 $ négociés à la même période l'an dernier. En conséquence, le prix d'une nouvelle maison unifamiliale a augmenté de près de 36 000 $, selon la National Association of Home Builders (en),, mettant les maisons hors de portée de certains foyers.

### Circonstances
La pénurie de bois en magasin et l'augmentation des prix du bois d'œuvre qui a suivi, est moins lié à une pénurie d'arbres ou même à une diminution de la production de bois d'œuvre, que la récente convergence des tarifs canadiens sur le bois d'œuvre, l'augmentation de la demande de rénovation et de construction de maisons provoquée par la pandémie, et le spasme de l'offre liée au transport.
Au début de la pandémie, la demande de bois d'œuvre et les stocks des usines étaient en baisse, mais au printemps de l'année 2020, les gens se sont lancés dans des projets de rénovation, ont acheté une maison ou construit une nouvelle maison, provoquant une augmentation de la demande de bois d'œuvre. L'industrie, touchée par la pandémie, a dû ajuster ses opérations, ce qui a d'abord ralenti la production, entraînant une diminution de l'offre. Le manque de moyens de transport pour transporter le bois des scieries aux concessionnaires a joué également un rôle dans l'augmentation des prix du bois. La pandémie a réduit le nombre de chauffeurs et a eu un impact sur le transport ferroviaire, ce qui a rendu difficile pour les scieries d'expédier du bois aux concessionnaires.
L'industrie du bois a eu du mal à se redresser à la suite de l'effondrement du marché du logement lors de crise financière mondiale de 2007-2008, et une série de problèmes économiques, réglementaires et environnementaux l'ont alourdie. Aux États-Unis et au Canada, de nombreuses scieries ont complètement fermé leurs portes (selon le US Forest Service, lorsque le marché du logement s'est effondré au moins 30 grandes scieries ont fermé définitivement) ou ont ajusté leurs opérations à la baisse ; 2019 a été une mauvaise année pour le bois en particulier. Au printemps 2020, en prévision d'une activité encore pire, de nombreux grossistes ont vendu leurs stocks et réduit leurs opérations. Que les bois viennent des États-Unis, d'Allemagne, ou du Canada, la distanciation sociale, a aussi ralenti la production des scieries.
Les feux de forêt dans le nord-ouest du Pacifique ont probablement aussi anéanti le stock potentiel.

### Taxe sur les bois canadiens
Les tarifs de 2017 sur le bois d'œuvre résineux canadien ont également ajouté aux coûts globaux du bois d'œuvre.
Le conflit du bois d'œuvre sur les bois résineux est apparu pour la première fois en 1982 avec une plainte de l'industrie américaine du bois d'œuvre selon laquelle les faibles droits de coupe canadiens constituaient un avantage injuste. Au Canada, les provinces possèdent la plupart des ressources forestières et administrent les tarifs alors qu'aux États-Unis, les tarifs sont fixés lors d'une vente aux enchères. La plus grande partie des exportations de bois d’œuvre résineux canadiens va aux États-Unis. En 2015 par exemple, la production intérieure américaine n’a répondu qu’à 70 % de la demande de bois d’œuvre, et les États-Unis ont importé presque tout le reste du Canada.
Une taxation forte appliquée au bois d’œuvre canadien soutient généralement les producteurs américains, mais c'est aux dépens des constructeurs de bois nationaux, qui obtiennent plus d'un quart de leurs besoins au nord de la frontière.
L'imposition de droits sur les importations de certains produits canadiens de bois d'œuvre résineux par le département du Commerce des États-Unis de en 2017 a été suivi d'une réaction proportionnelle canadienne. L'administration Trump a initialement imposé des droits de 20 % en 2018 après l'échec des pourparlers sur un nouvel accord de quotas, mais a réduit le niveau à 9% en décembre 2020,. Les républicains dans l'administration Biden ont suggéré de supprimer cette taxe. Katherine Tai a déclaré qu'elle aborderait la question du bois d'œuvre avec la ministre canadienne du Commerce, Mary Ng, lors de la première réunion du Conseil de libre-échange de l'USMCA, un organisme de niveau ministériel qui supervise l'accord commercial.
Compte tenu de la flambée des prix, ces 9 % de taxes peuvent toutefois apparaître assez négligeables.

## En Europe
Les États-Unis se sont tournés vers l'Europe pour satisfaire la demande, où ils ont rencontré la demande chinoise. Les demandes américaine et chinoise ont ajouté aux mêmes problèmes de logistique et de production liés au COVID, la pénurie s'est déplacée en Europe, y entraînant des prix à la hausse.

## Guerre en Ukraine
L'Europe est dépendante de la Russie pour une partie de sa consommation de bois résineux. L'Invasion de l'Ukraine par la Russie en 2022 a pesé sur le commerce du bois, prolongeant la crise initiée par la pandémie.
Les possibilités d'importation depuis la Russie sont devenues de plus en plus difficiles. Ceci dû à l'exclusion de nombreuses banques du système SWIFT, qui permettent les paiements internationaux. L'autre raison provient du fait que le Forest Stewardship Council (FSC) et le Programme de reconnaissance des certifications forestières (PEFC) ont classé tout le bois de Russie et de Biélorussie comme « bois de conflit », ce qui signifie qu'il ne peuvent plus être importé dans l'UE en tant que bois certifié. Sans certificats valides, importer des deux pays est pratiquement devenu impossible,.
Selon le Règlement européen dans le domaine du bois (EUTR), toute personne qui importe du bois dans l'UE doit minimiser le risque que le bois importé provienne de sources illégales. Compte tenu du niveau élevé de corruption en Russie et en Biélorussie, cela n'est possible qu'avec des certificats valides. La situation au niveau européen est évaluée par le FLEGT. Les importations en provenance de Russie sont demeurées possibles. En revanche, il est pratiquement devenu impossible de réduire à un niveau négligeable le risque d'origine illégale du bois.
Il est aussi devenu impossible d'importer du bois d'Ukraine, car en raison de l'état de guerre, pratiquement toutes les activités officielles ont été suspendues, il n'y a donc pas de contrôle des exportations.